# فيلهلم ميكلاس
فيلهلم ميكلاس (15 أكتوبر 1872 – 20 مارس 1956)، سياسي نمساوي، شغل منصب رئيس جمهورية النمسا من عام 1928 حتى الأنشلوس (ضمّ النمسا إلى ألمانيا النازية) في عام 1938.
طوال فترة رئاسته، حاول ميكلاس الحفاظ على النظام الديمقراطي في النمسا خلال فترة تميزت بالتوترات السياسية والصراعات المتصاعدة بين الفصائل الاشتراكية والمحافظة، إضافة إلى التهديد المتنامي من قبل النازيين داخل وخارج البلاد. وعند إعلان المستشار النمساوي كورت شوشنيغ استفتاءً ضدّ الاندماج مع ألمانيا، تعرضت النمسا لضغوط شديدة من النظام النازي، وأُجبر شوشنيغ على الاستقالة في 11 مارس 1938. ورغم رفض ميكلاس في البداية تعيين آرثور زايس-إنكفارت، المقرب من هتلر، مستشارًا جديدًا، إلا أنه اضطر لاحقًا للموافقة تحت تهديد الغزو الألماني، مما مهد الطريق أمام دخول القوات النازية إلى النمسا في اليوم التالي، 12 مارس 1938، وضمّها رسميًا إلى الرايخ الثالث.
استمر ميكلاس في منصبه رسميًا حتى 13 مارس 1938، لكنه لم يُمارس السلطة بعد ذلك. وبعد الحرب، اعتزل السياسة حتى وفاته عام 1956.

## النشأة والتعليم
وُلد فيلهلم ميكلاس في مدينة كرمس الواقعة في إقليم النمسا السفلى، والذي كان جزءًا من الأراضي التاجية تسيزليثانيا التابعة للإمبراطورية النمساوية المجرية. كان والده موظفًا في مصلحة البريد.
أكمل ميكلاس تعليمه الثانوي في بلدة زايتنشتتن، ثم التحق بجامعة فيينا حيث درس التاريخ والجغرافيا. ومن عام 1905 حتى 1922، شغل منصب مدير المدرسة الثانوية الفيدرالية في مدينة هورن، وهي بلدة صغيرة في منطقة فالدفيرتل شمال غرب النمسا السفلى.

## بداية المسيرة السياسية
في عام 1907، انتُخب فيلهلم ميكلاس عضوًا في المجلس الإمبراطوري (الرايخسرات) ممثلًا عن حزب الشعب المسيحي الاجتماعي. وأُعيد انتخابه عام 1911، وظل يشغل مقعدًا برلمانيًا في الجمعية المؤقتة لألمانيا النمساوية، وكذلك في الجمعية التأسيسية لجمهورية النمسا الأولى.
تميّز ميكلاس بموقفه المناهض للنزعة القومية الألمانية، وهو أمر نادر في ذلك الحين، حيث عارض بشدة تعزيز العلاقات مع جمهورية فايمار الألمانية، ولعب دورًا حاسمًا في اعتماد العلم النمساوي بالألوان الأحمر والأبيض والأحمر.
وفي عام 1919، عُيّن كاتب دولة في حكومة المستشار كارل رينر. ثم شغل منصب رئيس المجلس الوطني من عام 1923 حتى عام 1928.

## روابط خارجية
- فيلهلم ميكلاس على موقع الموسوعة البريطانية (الإنجليزية)
- فيلهلم ميكلاس على موقع مونزينجر (الألمانية)
- فيلهلم ميكلاس على موقع ديسكوغز (الإنجليزية)
- Newspaper clippings about Wilhelm Miklas in the 20th Century Press Archives of the ZBW
- قالب:PM20

| المناصب السياسية  | المناصب السياسية        | المناصب السياسية                                  |
| ----------------- | ----------------------- | ------------------------------------------------- |
| سبقه ميكايل هاينش | رئيس النمسا 1928 – 1938 | شاغرالضم من قبل ألمانياحامل اللقب التاليكارل رينر |